# Carlo Dolci
Carlo Dolci o Carlino Dolci (Florencia, Italia, 25 de mayo de 1616 - Florencia, 17 de enero de 1686) fue un pintor italiano del Barroco, activo sobre todo en Florencia, conocido por sus primorosas pinturas religiosas, copiadas por otros artistas muy frecuentemente. Su popularidad fue enorme hasta bien entrado el siglo XIX, cuando el gusto por los temas religiosos tratados de manera edulcorada decreció notablemente.

## Biografía
Nació en Florencia, nieto de pintor por parte de madre. Comenzó su aprendizaje con Jacopo Vignali a edad muy temprana, para después convertirse en aprendiz de Mario Balassi, a cuya muerte completó algunas obras que el maestro dejara inacabadas.
Según su biógrafo Filippo Baldinucci no fue un pintor prolífico, de ahí que no hiciera pintura al fresco, que necesita una cierta rapidez en la ejecución. Aunque sus obras son de pequeño tamaño, realizó algunas de tamaño natural. Repetía sus composiciones con frecuencia, modificando levemente las versiones. Su hija, Agnese Dolci, hizo copias de muchas de ellas. Su anecdotario, contradictorio y legendario, propone que en 1682 sufrió una profunda depresión cuando supo que Luca Giordano, motejado como Luca fa presto, pintaba en cinco horas lo que a él le había llevado varios meses. Murió en Florencia en 1686.

## Estilo

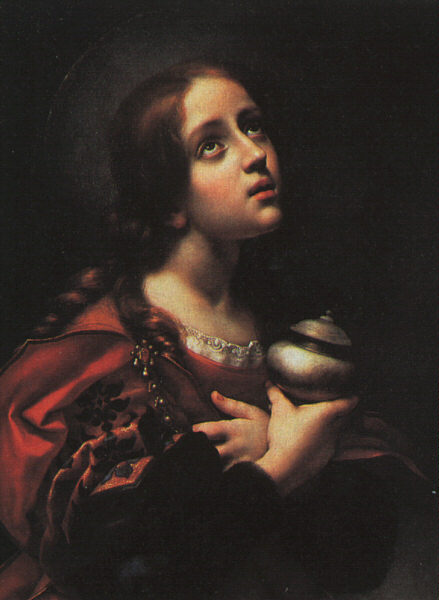
Carlo Dolci, Magdalena, Palazzo Pitti, Florencia.

Debe su reputación a sus pinturas con una sola figura de medio cuerpo, imbuidas de una profunda religiosidad. Su depurada técnica se hizo más compleja y sofisticada con la madurez, aunque su atormentada personalidad se hace más patente en su obra después de la década de 1640. La «gran maniera», el colorido vigoroso y la luminosidad, unidas a la emoción y dinamismo de la escuela boloñesa, son extraños al estilo de Dolci y el barroco florentino. Inmerso en la larga tradición de la pintura florentina, Dolci fue inmune al nuevo estilo, atado a su escuela patria, rígida en su academicismo. Wittkower lo describe como la versión florentina, en términos de temática religiosa, del romano Sassoferrato. Pilkington define su estilo como pulcro e inexpresivo. Fue criticado por invertir demasiado trabajo en cada una de sus pinturas, y por darle a sus carnaciones una apariencia más cercana al mármol que a la carne, un defecto en el que también cayó Agnolo Bronzino.

## Obras destacadas

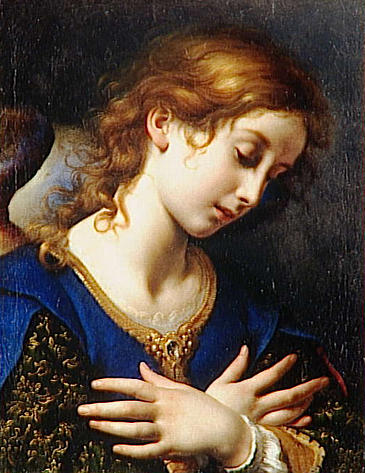
Carlo Dolci, Ángel de la Anunciación, Louvre, París.

- Adoración de los Reyes Magos (National Gallery, Londres)
- Santa Catalina leyendo (Residenzgalerie, Salzburgo)
- Sagrada Familia con Dios padre y el Espíritu Santo (c. 1630, óleo sobre tabla, 28 x 23 cm, Colección privada)
- Retrato de Fra Ainolfo de' Bardi (1632, óleo sobre tela, Palazzo Pitti, Florencia)
- Pala de Sant' Andrea Cennano (1656, Montevarchi)
- Santa Cecilia (h. 1640, óleo sobre tala, 126 x 99,5 cm, Museo del Hermitage, San Petersburgo)
- San Andrés orando antes de su crucifixión (1646, Palazzo Pitti, Florencia)
- Huida a Egipto (1648-1650 circa, óleo sobre tela, 39,7 x 49,5 cm, Institute of Arts, Detroit)
- Virgen con el niño (1651, óleo sobre tela, 92,1 x 77,8 cm, Institute of Arts, Detroit)
- Virgen de la Anunciación (1653-1655 circa, óleo sobre tela, 52 x 40 cm, Museo del Louvre, París)
- Ángel de la Anunciación (1653-1655 circa, óleo sobre tela, 53 x 40 cm, Museo del Louvre, París)
- Maria Maddalena (1660-1670, óleo sobre tela, 73 x 56 cm, Palazzo Pitti, Galleria Palatina, Florencia)
- Naturaleza muerta con flores (1662, óleo sobre tabla, 70 x 55 cm, Galleria degli Uffizi, Florencia)
- El niño Jesús con una corona de flores (1663, Museo Thyssen-Bornemisza, Madrid)
- Salomé con la cabeza del Bautista (1665-1670, óleo sobre tela, 122,6 x 96,5 cm, Windsor, Royal Collection)
- San Mateo escribiendo su Evangelio (1670 circa, óleo sobre tela, 53 x 44 cm, Getty Center, Los Ángeles)
- Santa Cecilia al órgano (1671, óleo sobre tela, 96,5 x 81 cm, Gemäldegalerie, Dresde)
- Virgen con el Niño (1675, óleo sobre tabla, 86 x 68 cm, Firenze, Palazzo Pitti, Galleria Palatina)
- Ángel de la Guarda (1675, óleo sobre tela, Museo dell'Opera del Duomo, Prato)
- David con la cabeza de Goliath (1680, óleo sobre tela, 131,5 x 106 cm, Museo de Bellas Artes de Boston)